# Önäsbjörn
Önäsbjörn eller cozumelnäsbjörn (Nasua nelsoni) är ett rovdjur i familjen halvbjörnar (Procyonidae).
Djuret är endemiskt på ön Cozumel som ligger i närheten av den mexikanska Yucatánhalvön. Önäsbjörn liknar arten vitnosad näsbjörn men skiljer sig från denna art genom kortare päls och betydligt mindre storlek. Hela kroppslängden (innefattande svansen) ligger bara mellan 74 och 78 centimeter, medan näsbjörnar på land blir längre än en meter.
Det är inte mycket känt om önäsbjörnens levnadssätt. Det antas att den liksom andra näsbjörnar äter frukter, insekter och mindre ryggradsdjur.
IUCN listar arten som starkt hotad (endangered). Det beror dels på de många orkaner som hemsöker ön och dels på faran att främmande djur som skulle utgöra konkurrenter blir införda på Cozumel.
Djurets ställning i systematiken är omstridd. Ibland räknas önasbjörn bara som en underart till vitnosad näsbjörn eller som en population som blev införd av mayaindianerna.